# Beowulf: Monștri și criticii

Pagina de titlu din Beowulf : Monștrii și criticii, 1936

„Beowulf : The Monsters and the Critics” a fost o prelegere din 1936 susținută de J. R. R. Tolkien despre critica literară a epopeii eroice în engleză veche, Beowulf. A fost publicată pentru prima dată ca lucrare în Proceedings of the British Academy și de atunci a fost reeditată în multe colecții. 
Tolkien susține că poemul original a fost aproape pierdut sub greutatea cercetărilor asupra lui; că Beowulf trebuie văzut ca un poem, nu doar ca un document istoric; și că valoarea versului și structura sa îi conferă un efect puternic. El respinge sugestiile conform cărora poemul ar fi o epopee sau o narațiune palpitantă, asemuindu-l în schimb cu o construcție solidă de zidărie, alcătuită din blocuri care se potrivesc perfect. Tolkien subliniază că tema poemului este una serioasă – mortalitatea – și că acesta este împărțit în două părți: prima despre Beowulf tânăr, care îi învinge pe Grendel și pe mama acestuia; a doua despre Beowulf bătrân, îndreptându-se spre moarte în lupta cu dragonul.
Lucrarea a fost apreciată de critici, inclusiv de poetul și traducătorul lui Beowulf, Seamus Heaney. Michael D. C. Drout a numit-o cel mai important articol scris vreodată despre poem. Cercetătorii anglo-saxoni sunt de acord că această lucrare a fost influentă, transformând studiul lui Beowulf. 

## Prezentare generală
Eseul lui J. R. R. Tolkien, Beowulf: The Monsters and the Critics, prezentat inițial ca Sir Israel Gollancz Memorial Lecture la British Academy în 1936 și publicat pentru prima dată în același an în Proceedings of the British Academy, este considerat o lucrare fundamentală în studiile moderne despre Beowulf. În acest eseu, Tolkien se opune criticilor care minimalizează importanța monștrilor din poem – Grendel, mama lui Grendel și dragonul – favorizând în schimb utilizarea lui Beowulf doar ca sursă pentru istoria  anglo-saxonă. El susține că aceste elemente nu sunt simple adăugiri exterioare, ci esențiale pentru narațiune și ar trebui să fie în centrul studiului. Procedând astfel, Tolkien a atras atenția asupra calităților literare anterior neglijate ale poemului și a argumentat că acesta trebuie studiat ca o operă de artă, nu doar ca un document istoric. Critici ulteriori, precum Hugh Magennis, care împărtășesc această viziune, l-au citat pe Tolkien pentru a-și susține propriile argumente.
Eseul este o versiune redactată a unei serii de prelegeri pe care Tolkien le-a susținut pentru studenții de la Oxford în anii 1930. Notele pentru aceste prelegeri există în două versiuni manuscrise, publicate împreună în 2002 sub titlul Beowulf and the Critics, editat de Michael D. C. Drout; acestea oferă o perspectivă asupra evoluției gândirii lui Tolkien despre poem, în special asupra celebrei sale metafore a materialului poemului ca un turn. Beowulf: The Monsters and the Critics este disponibil în diverse colecții, inclusiv în The Monsters and the Critics, and Other Essays (1983), editată de Christopher Tolkien.

## Argumentul lui Tolkien

### Refuzul criticilor anterioare

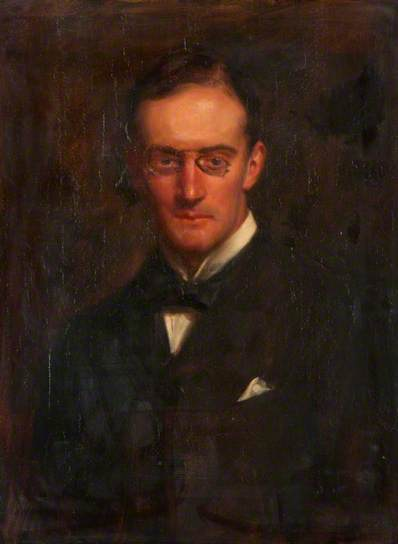
Eseul lui Tolkien răspunde în mod repetat la comentariile lui William Paton Ker. Portret de la sfârșitul secolului al XIX-lea de Johnston Forbes-Robertson

Tolkien începe prin a observa că lucrarea originală a fost aproape îngropată sub vasta „literatură” (folosind ghilimelele pentru a sugera ironie) pe această temă. El explică faptul că Beowulf a fost utilizat în principal ca „document istoric” și că majoritatea aprecierilor și criticilor aduse poemului s-au bazat pe convingerea că acesta era „ceva ce nu era – de exemplu, primitiv, păgân, teutonic, o alegorie (politică sau mitică) sau, cel mai adesea, o epopee”; ori pentru că savantul și-ar fi dorit ca el să fie altceva, precum „o baladă eroică păgână, o istorie a Suediei, un manual de antichități germanice sau o Summa Theologica nordică.”
Tolkien oferă o alegorie despre un om care moștenește un teren plin de pietre provenite dintr-o veche sală. Acesta construiește un turn folosind o parte dintre ele, dar când alții descoperă că pietrele sunt mai vechi decât turnul, îl dărâmă „pentru a căuta inscripții și sculpturi ascunse”.
Tolkien citează în detaliu ce credea savantul W. P. Ker despre Beowulf, și anume că „nu este mare lucru în poveste” și că „marea frumusețe, adevărata valoare, a lui Beowulf constă în demnitatea stilului său”. Tolkien remarcă faptul că opinia lui Ker a avut o influență puternică, susținând un contrast paradoxal între presupusul defect al poemului de a vorbi despre monștri și, în cuvintele lui Tolkien, „demnitatea, înălțimea în conversație și finisajul bine lucrat” al acestuia. Tolkien citează alți critici, precum Raymond Wilson Chambers și Ritchie Girvan, care s-au opus „pustiului de dragoni” din poem și temeiului „nepotrivit” ales. Tolkien consideră improbabil ca „o minte înaltă și gânditoare”, așa cum este demonstrat de calitatea poeziei, „să scrie mai mult de trei mii de versuri (lucrate la un nivel înalt) despre un subiect care nu merită cu adevărat o atenție serioasă”. El observă că poveștile eroice ale oamenilor fuseseră considerate superioare miturilor, dar susține că mitul are o valoare specială: „Căci mitul este viu deodată și în toate părțile sale, și moare înainte de a putea fi disecat.” În final, Tolkien afirmă direct: „Nu negăm valoarea eroului acceptându-i pe Grendel și dragonul.”

### Omul într-o lume ostilă
În viziunea lui Tolkien, poemul este esențial despre „un om aflat în război cu lumea ostilă și despre înfrângerea sa inevitabilă în Fața Timpului”. Tragedia de bază este viața scurtă și muritoare a omului. Grendel și dragonul sunt identificați ca inamici ai unui Dumnezeu creștin, spre deosebire de monștrii întâlniți de Ulise în călătoriile sale. Ce s-a întâmplat, susține Tolkien, este că vitejia nordică, exaltată și sfidătoare în fața înfrângerii inevitabile de către „Haos și Nepricepere” (citat din cuvintele lui Ker), se fuzionează cu credința și viziunea creștină. Poetul lui Beowulf folosește atât tradiția eroică veche, întunecată de distanța în timp, cât și tradiția creștină recent dobândită. Tolkien observă că creștinul este „împresurat de o lume ostilă”, iar monștrii sunt spirite rele; dar, având în vedere că tranziția nu este completă în poem, monștrii rămân reali și accentul rămâne pe „o temă antică: că omul, fiecare om și toți oamenii, și toate lucrurile lor vor muri.”
.     
Tolkien revine la monștri și regretă că știm atât de puțin despre mitologia engleză precreștină; el recurge în schimb la mitologia islandeză, pe care o consideră că trebuie să fi avut o atitudine similară față de monștri, oameni și zei. Zeii nordici, la fel ca oamenii, sunt condamnați să moară. Zeii păgâni din sud (romani și greci) erau nemuritori, astfel că, pentru Tolkien (un creștin), religia sudică „trebuie să avanseze spre filozofie sau să regreseze în anarhie”: moartea și monștrii sunt periferici. Însă miturile nordice și Beowulf pun monștrii, mortalitatea și moartea în centru. Tolkien este, prin urmare, foarte interesat de contactul dintre gândirea nordică și cea creștină în poem, acolo unde Cain cel scripturistic este legat de Eotenas (giganți) și Ylfe, nu prin confuzie, ci „o indicație a punctului precis în care o imaginație, ponderând între vechi și nou, a fost aprinsă”
Poemul este, spune Tolkien, „un poem istoric despre trecutul păgân, sau o încercare de a fi unul”, evident nu cu idei moderne de „fidelitate istorică literală”. Poetul ia un vechi subiect (un monstru care atacă curtea Scylding) și pictează o imagine vie a vremurilor de demult, de exemplu folosind imaginea Vechiului Testament cu patriarhii păstori ai lui Israel în folces hyrde (păstorul oamenilor) al danezilor.

### Structura: tinerețe versus bătrânețe
Tolkien susține că Beowulf nu este o epopee, nici măcar o „baladă” mărită. Niciun termen împrumutat din literatura greacă sau din alte literaturi nu se potrivesc exact: nu există niciun motiv pentru care ar trebui să fie. Totuși, dacă trebuie să alegem un termen, ar trebui să optăm mai degrabă pentru „elegie”. Este un poem eroic-elegiac; și, într-un sens, toate cele 3.136 de versuri ale sale sunt preludiul unei „plânsete” (dirge).

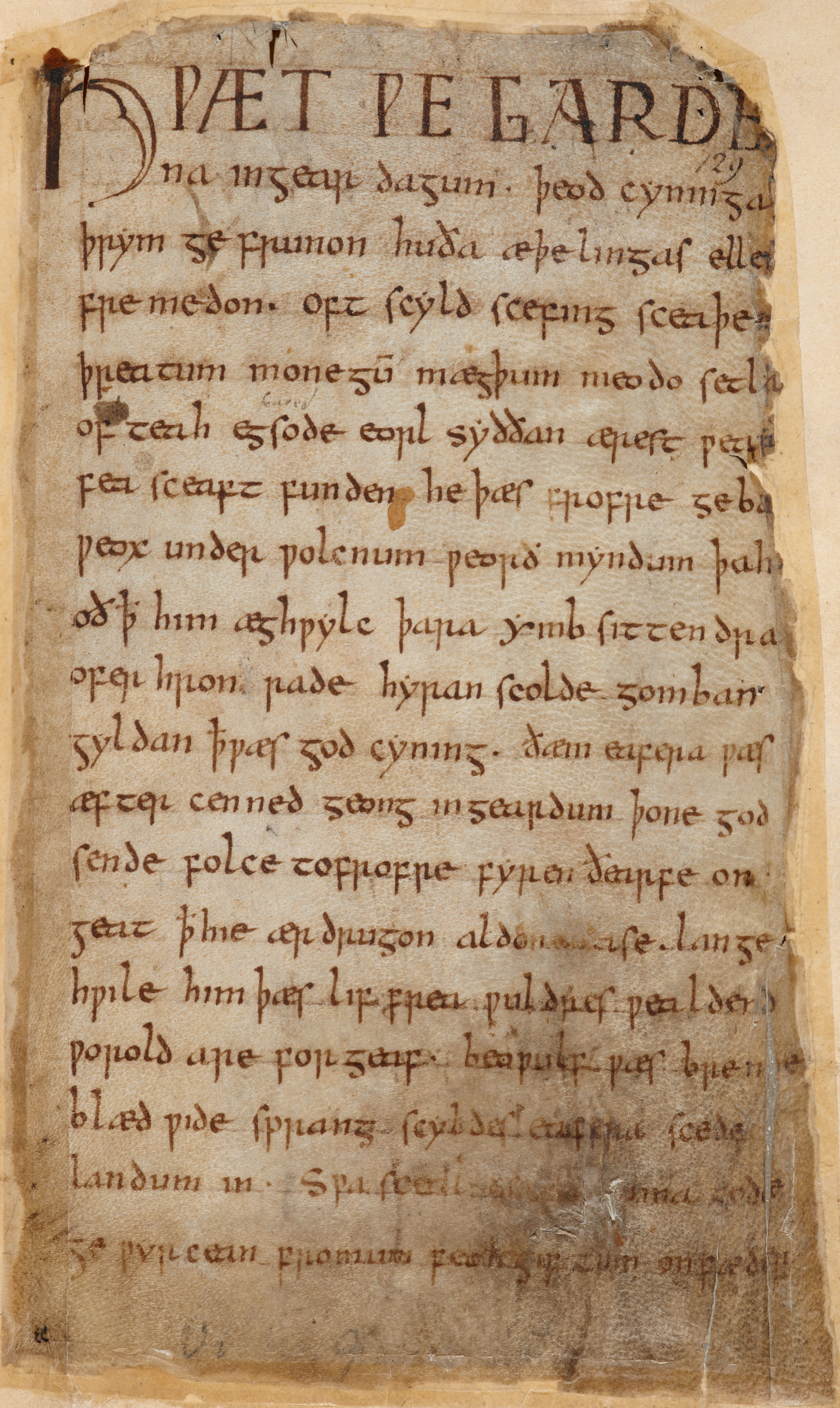
Primul folio al manuscrisului Beowulf, c. 975-1025.

Structura generală a poemului este, așadar, clară, scrie Tolkien. „Este, în esență, un echilibru, o opoziție între sfârșituri și începuturi. În cele mai simple termeni, este o descriere contrastantă a două momente dintr-o mare viață, urcarea și apusul; o elaborare a contrastului vechi și profund mișcător dintre tinerețe și vârstă, prima realizare și moartea finală.” Partea A (tinerețea) cuprinde versurile 1-2199; partea B (bătrânețea) cuprinde versurile 2200-3182 (sfârșitul).
O diviziune secundară a poemului apare, scrie Tolkien, la versul 1887, după care întreaga poveste anterioară este rezumată, astfel că o descriere completă a tragediei lui Beowulf este dată între versul 1888 și sfârșit, dar fără relatarea curții sumbre din Heorot sau contrastul dintre tânărul Beowulf și bătrânul Hrothgar.
Metrul poemului este, de asemenea, fondat pe un echilibru între două jumătăți ale fiecărui vers, „mai mult ca o zidărie decât ca o muzică”. Tolkien susține că poemul nu este menit să fie o narațiune palpitantă sau o poveste romantică, ci o imagine cu cuvinte, „o metodă și o structură care ... se apropie mai mult de sculptură sau pictură. Este o compunere, nu o melodie.” Departe de a fi slab structurat, acesta „este curios de puternic”.
 Când noul Beowulf era deja anticar, într-un sens bun, el produce acum un efect singular. Căci acum este pentru noi înșine antic; și totuși, creatorul său povestea despre lucruri deja vechi și încărcate de regret, iar el și-a cheltuit arta pentru a face acea atingere asupra inimii care vine dintr-o durere ce este atât de intensă, cât și îndepărtată. Dacă înmormântarea lui Beowulf se mișca odată ca ecoul unui „dirge” (plânset) antic, îndepărtat și lipsit de speranță, acum este pentru noi ca o amintire adusă peste dealuri, un ecou al unui ecou. Nu există prea multă poezie în lume ca aceasta.

### Un efect singular
Tolkien își face timp să respingă o altă critică, aceea că monștrii nu ar fi trebuit să apară în ambele părți ale poemului. El răspunde că poate înțelege ideea de a nu avea monștri, dar nu înțelege plângerea legată de numărul lor; poetul, susține el, nu ar fi putut echilibra ascensiunea lui Beowulf la faimă printr-un război în Frizia, cu moartea sa în fața dragonului. În mod similar, el respinge ideea că poemul ar fi primitiv: este, dimpotrivă, un poem târziu, care folosește materiale rămase dintr-o eră dispărută:
 Beowulf are totuși o legătură esențială cu propria noastră limbă, a fost creat în această țară și se mișcă în lumea noastră nordică, sub cerul nostru nordic, iar pentru cei care sunt nativi acestei limbi și țări, trebuie să facă apel întotdeauna cu o chemare profundă – până când vine dragonul.
Tolkien încheie argumentând că Beowulf „are propriul său caracter individual și o solemnitate peculiară” și că ar fi fost totuși puternic chiar dacă ar fi provenit dintr-o perioadă și un loc necunoscut; însă, de fapt, limba sa, engleza veche, contribuie semnificativ la această putere:
 Tolkien a susținut cu tărie că, pentru mentalitatea germanică care a dat naștere mitului Ragnarök, monștrii din poem erau singurii inamici potriviți pentru un mare erou, și astfel a mutat Beowulf de pe marginea irelevantă în centrul lumii gândirii anglo-saxone. Acest lucru a încurajat în mod natural o tendință preexistentă de a alinia poemul cu ceea ce era cunoscut despre nivelurile „serioase” ale gândirii anglo-saxone – în principal erudiția latină a Bisericii. În al doilea rând, Tolkien a făcut un pas mare spre validarea structurii poemului, argumentând că aceasta reprezenta un echilibru între părți contrastante și interconectate. Teza sa nu numai că a convins mulți critici, dar i-a inspirat să urmeze exemplul său, cu rezultatul că poziția lui Tolkien a fost depășită. În timp ce generațiile anterioare de savanți, inclusiv Tolkien, erau destul de pregătite să explice ceea ce considerau a fi defecte structurale și stilistice ca fiind interpolări, scriitorii moderni caută dovezi de rafinament artistic chiar și în unele dintre cele mai puțin promițătoare trăsături ale poemului.

## Recepție

### Savanți
Oamenii de știință și criticii sunt de acord cu privire la influența largă a lucrării. Tom Shippey a scris că eseul „a fost rapid preluat, chiar cu recunoștință, de generații de critici”. Alvin A. Lee a scris că „manifestul și interpretarea lui Tolkien au avut mai multă influență asupra cititorilor decât orice alt studiu unic, chiar dacă au fost contestate aproape toate punctele sale majore”. Seth Lerer a scris că eseul „poate fi considerat lucrarea originară a criticii moderne a Beowulf... Strategiile... controlează presupunerile fundamentale ale studiilor de limbă veche engleză pentru următorii cincizeci de ani”. R.D. Fulk a comentat că „Nimeni nu neagă importanța istorică a acestei prelegeri... deschizând calea principiilor formaliste care au jucat un rol esențial în dezvoltarea ulterioară a studiilor Beowulf... metodologia... rămâne un model de urmat”. Bruce Mitchell și Fred C. Robinson și  Michael Lapidge o numesc în lucrarea lor Beowulf, An Edition (1998) „cea mai influentă critică literară despre poemul vreodată scrisă”. George Clark o numește „Cea mai influentă lucrare critică despre poem”, afirmând-o fără rezerve sau justificare, ca pe un fapt cunoscut. Michael Lapidge o numește, de asemenea, „discuția sa critică larg influentă despre poem”.       
Savantul și traducătorul Roy Liuzza a comentat că eseul lui Tolkien „este de obicei creditat cu reintroducerea elementelor fabuloase și a luptelor eroice în centrul aprecierii moderne a poemului.” Liuzza a continuat însă să scrie că „separarea poemului în elemente 'mitice' și 'istorice' este o dicotomie falsă”. El susține că, dacă mitul poate concentra și păstra cele mai adânci surse de tensiune între sine și ordinea socială, și dramatizează ideologiile curente proiectându-le în trecut, atunci chiar și luptele mitologice ale eroului Beowulf aruncă, în același timp, lumină asupra societății și istoriei 
Istoricul Patrick Wormald a scris despre eseu: „Nu ar fi o exagerare să descriem [aceasta] ca una dintre cele mai influente lucrări de critică literară ale acelui secol, iar de atunci nimic în studiile Beowulf nu a mai fost la fel.” Totuși, Wormald continuă: „Argumentele din lucrarea lui Tolkien nu au fost acceptate universal, iar unele dintre efectele sale poate că ar fi fost respinse de autor, dar impactul său general ar putea fi rezumat prin a spune că majoritatea criticilor au învățat să-l ia mult mai în serios pe poetul Beowulf.” Wormald a adăugat că...    
 este cel mai important articol scris vreodată despre Beowulf... Umbra lui Tolkien se întinde mult asupra studiilor despre Beowulf. Marea parte din această influență se datorează succesului enorm al [eseului], care este considerat începutul criticii moderne a Beowulf... Tolkien a fost atât de influent... deoarece a dezvoltat o lectură de ansamblu a poemului care a fost acceptată de mai multe generații de critici... [El] a făcut prima argumentare larg acceptată pentru a privi Beowulf ca fiind un succes estetic și a arătat cum monștrii din Beowulf erau reprezentări simbolice (nu alegorice) ale haosului și nopții, puse în opoziție cu stabilitatea și civilizația... Astfel, Tolkien a interpretat tema poemului Beowulf ca fiind aceea că „omul, fiecare om și toți oamenii și toate lucrările lor vor muri”, o temă consistentă cu trecutul păgân, dar una „pe care niciun creștin nu ar trebui să o disprețuiască”. A fost această temă, susținea Tolkien, care a dat marele prestigiu poemului, pe care chiar și criticii care regretaseră monștrii l-au remarcat.
Michael DC Drout a descris în mod similar importanța și argumentele eseului, scriind că acesta...
 Influența masivă a „The Homecoming” și a „Beowulf: The Monsters and the Critics” este, în anumite privințe, ironică. Marea majoritate a lucrării lui Tolkien despre Beowulf a fost de tipul reprezentat de comentariul textual din Finn and Hengest—detaliat, filologic, istoric și extrem de migălos. Totuși, cele mai influente discuții ale lui Tolkien despre poem sunt cele în care face cele mai mari generalizări nesusținute (sau ușor susținute) și în care discută poemul în cei mai largi termeni posibili. Tolkien ar fi văzut poate o continuitate fundamentală între munca detaliată și filologică și munca mai largă și mai interpretativă, dar din cauza accidentelor de publicare—și datorită darului său mare pentru retorică—doar aceasta din urmă a modelat domeniul criticii operei Beowulf.
Drout remarcă apoi succesul paradoxal al eseului:
 Tolkien a adus monștrii în prim-plan. El a susținut că aceștia reprezintă impermanența vieții umane, dușmanul mortal care poate lovi în inima tuturor lucrurilor la care ținem, forța împotriva căreia trebuie să ne strângem toată puterea – chiar dacă, în cele din urmă, am putea pierde lupta. Fără monștri, curajul peculiat al nordicilor din Beowulf și al oamenilor săi nu ar avea sens. Tolkien, veteran al bătăliei de la Somme, știa că nu era așa.
John D. Niles a observat că, „Sărind peste cercetările anterioare, criticii din ultimele cincizeci de ani au tras în general perioada actuală a studiilor Beowulf înapoi până în 1936”, referindu-se la eseul lui Tolkien, pe care l-a numit „elocvent și pătrunzător”. Niles a susținut că eseul a devenit rapid un punct de plecare, deoarece cercetătorii de atunci înainte au presupus—alături de Tolkien—că poemul era „o unitate estetică înzestrată cu semnificație spirituală.” În opinia lui Niles, Tolkien credea că bătăliile cu monștrii și tonul sumbru, elegiac al poemului exprimau „planurile artistice ale unui gânditor profund, religios iluminat, care își lăsa mintea să se joace asupra unei lumi eroice pierdute a imaginației”, cu alte cuvinte, că poetul Beowulf era un om asemănător cu Tolkien. Niles a citat observația lui George Clark, care spunea că Tolkien le-a lăsat cercetătorilor Beowulf „mitul poetului ca un intelectual melancolic, aflat între o lume păgână aflată pe cale de dispariție și una creștină în devenire.” Niles a remarcat că viziunea lui Tolkien asupra viziunii melancolice a poetului Beowulf și asupra fatalismului eroic al personajelor principale ale poemului nu era complet nouă, dar viziunea sa asupra poetului însuși ca erou era.

### Presa
Joan Acocella, scriind pentru The New Yorker, o numește „o lucrare pe care mulți o consideră nu doar cel mai bun eseu despre poem, ci unul dintre cele mai bune eseuri despre literatura engleză.” Ea adaugă că „Tolkien prefera monștrii criticilor.”
Regina Weinreich, recenzând The Monsters and the Critics: And Other Essays în The New York Times, a scris că eseul din titlu „a revoluționat studiul poemului englezesc timpuriu Beowulf, în care un tânăr erou înfrânge un monstru cu mâini umane numit Grendel. Împotriva disprețului criticilor, Tolkien apără centralitatea și gravitatea monștrilor literari, declarându-și propria credință în valoarea simbolică a unor astfel de reprezentări preternaturale ale răului pur.” Weinreich a adăugat că „Beowulf, ca și alte legende antice, a servit pentru a hrăni imaginația lui Tolkien.”
John Garth, scriind în The Guardian, descrie lucrarea ca „încă foarte valoroasă de citit, nu doar ca o introducere în poem, ci și pentru că a schimbat decisiv direcția și accentul studiilor Beowulf. Până în acel moment, fusese folosită ca o carieră de detalii lingvistice, istorice și arheologice”. Garth notează că:

### Traducător

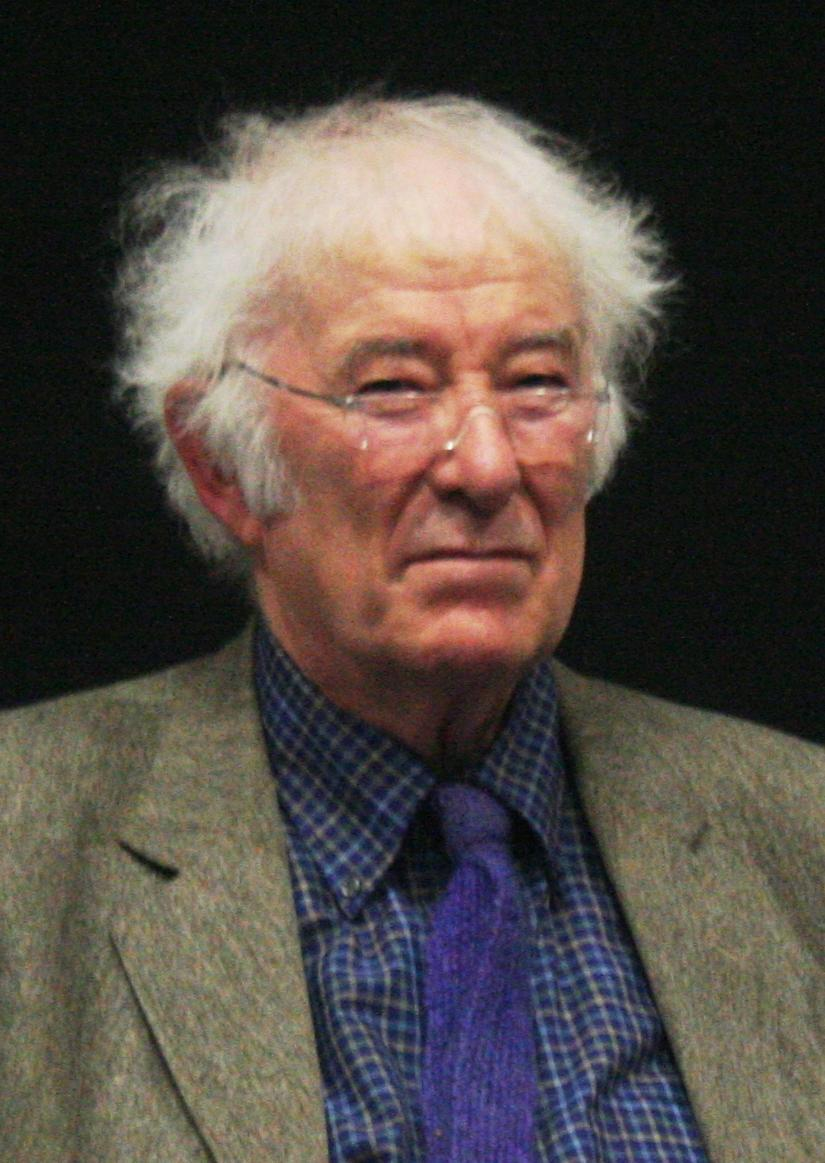
Poetul și traducătorul poemului Beowulf Seamus Heaney a lăudat Monștri și Criticii.

Tolkien a presupus că poetul a navigat prin materialul moștenit – elementele fabuloase și relatările tradiționale despre un trecut eroic – și, printr-o combinație de intuiție creativă și structurare conștientă, a ajuns la o unitate de efect și un echilibru ordonat. Cu alte cuvinte, el a presupus că poetul Beowulf a fost un scriitor imaginativ, mai degrabă decât o formă de derivare din folclorul și filologia secolului al XIX-lea.
Lucrarea lui Tolkien a fost apreciată de poetul irlandez Seamus Heaney în introducerea traducerii sale de succes a poemului Beowulf. El a scris că „lucrarea revoluționară” s-a remarcat prin faptul că a considerat Beowulf ca literatură. Heaney a argumentat că Tolkien „a acceptat de la bun început integritatea și distincția poemului ca o lucrare de artă” și a arătat cum poemul a atins acest statut.     
Heaney a numit tratamentul literar al lucrării „briliant”. El a sugerat că aceasta a schimbat modul în care Beowulf a fost apreciat și că a deschis „o nouă eră de apreciere” a poemului.

### Lumină nouă din traducerea lui Tolkien a luiBeowulf
Traducerea în proză a lui Tolkien a operei Beowulf, publicată postum în 2014 sub titlul Beowulf: A Translation and Commentary, a fost legată de eseul său. Shippey a susținut că traducerea oferă o lumină asupra „a ceea ce Tolkien a gândit cu adevărat în 1936”. Tolkien a afirmat, de exemplu, că Beowulf nu este o imagine reală a Scandinaviei din jurul anului 500 d.Hr., ci o imagine auto-consistentă cu semnele de proiectare și gândire. Aceasta ar putea lăsa cititorul să se întrebe, a comentat Shippey, ce a vrut să spună exact Tolkien prin asta. Shippey a susținut că există dovezi din cronologia oferită în cartea din 2014, susținută de munca unor cercetători precum arheologul Martin Rundkvist, că existau probleme serioase printre geții estici, cu migrarea și preluarea de către noi lideri a sălilor de meșteșuguri, în acea perioadă, exact așa cum este portretizat în poezie.

## Ediții
- „Beowulf: The Monsters and the Critics”. Proceedings of the British Academy. 22: 245–295. 1936.
- Tolkien, J. R. R. (1983). The Monsters and the Critics, and Other Essays. London: George Allen & Unwin. ISBN 0-04-809019-0.
- Tolkien, J. R. R. (1997). The Monsters and the Critics. London: HarperCollins. ISBN 0-261-10263-X.
- Nicholson, Lewis E., ed. (1963). An Anthology of Beowulf Criticism. Notre Dame: University of Notre Dame Press⁠(d). ISBN 0-268-00006-9.
- Fulk, Robert Dennis, ed. (1991). Interpretations of Beowulf: A Critical Anthology. Indiana University Press. pp. 14–43. ISBN 0-253-20639-1.

- Beowulf: A Translation and Commentary (traducerea poeziei de către Tolkien, cu comentarii ample, scrisă înainte de „ Beowulf : The Monsters and the Critics”, editată de Christopher Tolkien, 2014)
- „ Despre traducerea <i id="mwAf4">lui Beowulf</i> " (eseul de sfaturi al lui Tolkien pentru orice traducător al poeziei)
- monștrii lui Tolkien

### Primar
1. ↑  Le, Alvin A. (1998). „Symbolism and Allegory”.  În Bjork, Robert E.; Niles, John D. A Beowulf Handbook. Lincoln, Nebraska: University of Nebraska Press. p. 240. ISBN 0-8032-6150-0. Tolkien's manifesto and interpretation have had more influence on readers than any other single study, even thought it has been challenged on just about every one of its major points.
2. 1 2 3 4 5 6 7  Niles, John D. (1998). „Beowulf, Truth, and Meaning”.  În Bjork, Robert E.; Niles, John D. A Beowulf Handbook. Lincoln, Nebraska: University of Nebraska Press. p. 5. ISBN 0-8032-6150-0. Bypassing earlier scholarship, critics of the past fifty years have generally traced the current era of Beowulf studies back to 1936 [and Tolkien's essay].
3. 1 2  Shippey, Thomas A. (1998). „Structure and Unity”.  În Bjork, Robert E.; Niles, John D. A Beowulf Handbook. Lincoln, Nebraska: University of Nebraska Press. p. 163. ISBN 0-8032-6150-0. [Tolkien's essay] was seized upon eagerly, even gratefully, by generations of critics.
4. 1 2  Lerer, Seth (1998). „Beowulf and Contemporary Critical Theory”.  În Bjork, Robert E.; Niles, John D. A Beowulf Handbook. Lincoln, Nebraska: University of Nebraska Press. pp. 328, 330. ISBN 0-8032-6150-0. [Tolkien's essay] may well be the originary piece of modern Beowulf criticism[…] . The strategies […] control the fundamental assumptions of Old English scholarship for the next fifty years.
5. 1 2  Fulk, R. D. (1991). „Preface”.  În Fulk, R. D. Interpretations of Beowulf. Bloomington, Indiana: Indiana University Press. pp. xi–xii. ISBN 0-253-32437-8. No one denies the historical importance of this lecture[…] . opening the way to the formalist principles that played such a vital role in the subsequent development of further Beowulf scholarship[…] . the methodology […] remains a model for emulation.
6. 1 2 3 4  Citare goală (ajutor)
7. ↑  Magennis, Hugh (2011). Translating Beowulf: Modern Versions in English Verse. D.S. Brewer⁠(d). pp. 6, 15–17. ISBN 978-1843842613.
8. ↑  Tolkien, J. R. R. (1983). „Beowulf: The Monsters and the Critics”. The Monsters and the Critics, and Other Essays. London: George Allen & Unwin. ISBN 0-04-809019-0.
9. ↑  Tolkien 1997, p. 26.
10. ↑  Mitchell, Bruce; Robinson, Fred C. (1998). Beowulf: An Edition. Wiley-Blackwell⁠(d). ISBN 978-0631172260.
11. ↑  Clark, George (1998). „The Hero and the Theme”.  În Bjork, Robert E.; Niles, John D. A Beowulf Handbook. University of Nebraska Press. p. 279. ISBN 0-8032-6150-0.
12. ↑  Lapidge, Michael (ianuarie 1996). Anglo-Latin Literature, 600-899. A&C Black⁠(d). p. 273. ISBN 978-1-85285-011-1.
13. ↑  Liuzza, Roy (2013). Beowulf: Facing page translation (ed. 2nd). Ontario, Canada: Broadview. p. 17. ISBN 978-1-55481-113-7.
14. 1 2  Wormald, Patrick (15 aprilie 2008). Times of Bede: Studies in Early English Christian Society and its Historian. John Wiley & Sons. p. 35. ISBN 978-0-470-69265-3.
15. 1 2  Weinreich, Regina (17 iunie 1984). „In Short: THE MONSTERS AND THE CRITICS: And Other Essays. By J. R. R. Tolkien”. The New York Times. Accesat în 30 ianuarie 2015.
16. 1 2  Garth, John (22 martie 2014). „JRR Tolkien's translation of Beowulf: bring on the monsters”. The Guardian. Accesat în 23 noiembrie 2014.
17. 1 2 3 4  Heaney, Seamus (2000) [1999]. Beowulf. Faber & Faber. p. xi. ISBN 0-571-20376-0.
18. ↑  Shippey, Tom. „JRR Tolkien's Beowulf with Dr. Tom Shippey - Lecture 3”. Signum University⁠(d). Arhivat din original în 2 decembrie 2024. Accesat în 4 septembrie 2017.
19. ↑  Rundkvist, Martin. „Mead-Halls of the Eastern Geats” (PDF). Arhivat din original (PDF) la 16 martie 2015. Accesat în 4 septembrie 2017.